# Parafia Assumption
Parafia Assumption (ang. Assumption Parish, fr. Paroisse de l'Assomption) – parafia cywilna w stanie Luizjana w Stanach Zjednoczonych. Obszar całkowity parafii obejmuje powierzchnię 364,53 mil2 (944,13 km²). Według danych z 2010 r. parafia miała 23 421 mieszkańców. Parafia, jako jedna z pierwszych 19 w stanie Luizjana, powstała 31 marca 1807 roku, a jej nazwa pochodzi od wniebowzięcia (ang. assumption) Marii Panny.

## Sąsiednie parafie
- Parafia Iberville (północ)
- Parafia Ascension (północ)
- Parafia St. James (północny wschód)
- Parafia Lafourche (wschód)
- Parafia Terrebonne (południowy wschód)
- Parafia St. Mary (południowy zachód)
- Parafia St. Martin (zachód)
- Parafia Iberia (północny zachód)

## Wsie
- Napoleonville

## CDP
- Bayou L’Ourse
- Belle Rose
- Labadieville
- Paincourtville
- Pierre Part
- Supreme